# Sint-Michielskerk (Rijsel)
De Sint-Michielskerk (Frans: Église Saint-Michel) is een rooms-katholiek kerkgebouw in de Franse stad Rijsel, gelegen aan place Philippe Lebon. 

## Geschiedenis
De bouw van de Sint-Michielskerk vond plaats tijdens de stedelijke herinrichting van Rijsel na de aanhechting van enkele voorsteden tijdens het Tweede Franse keizerrijk. Er werd een wedstrijd uitgeschreven die werd gewonnen door de architect Alfred Coisel. De bouw van de kerk vond plaats van 1869 tot 1874. In de "Latijnse wijk" werden in die tijd behalve de Sint-Michielskerk ook de protestantse kerk van Rijsel, de Universiteit van Rijsel en de synagoge gebouwd. De kerk is eigendom van de gemeente Rijsel en wordt gebruikt voor katholieke erediensten.

## Gebouw
De romaanse stijl van de kerk is geïnspireerd door de grote romaanse basilieken. De kerk is voornamelijk opgetrokken uit kalksteen, aangevuld met bakstenen. 
Het ontwerp van de kerk is gebaseerd op die van een basiliek met een middenschip met twee niveaus en zijbeuken. Aan weerszijden van het koor bevinden zich twee sacristieën. Het schip wordt ondersteund door rondbogen die gedragen worden door pilaren met Korinthische kapitelen. Het schip en de zijbeuken hebben een eikenhouten plafond. Op de kruising van het transept bevindt zich een achthoekige koepel. De zijkanten van het koor zijn versierd met muurschilderingen die de twaalf apostelen voorstellen, door Alphonse Colas.
Het grote orgel van de kerk is tussen 1892 en 1898 gebouwd door Joseph Merklin. 